# Fernando Freyre de Andrade (actor)
Fernando Freyre de Andrade y de Foronda (Ávila, 16 de mayo de 1903-Madrid, 16 de octubre de 1946) fue un actor conocido por su interpretación en películas como La señorita de Trévelez (1935), Torbellino (1941), La culpa del otro (1942), El hombre de los muñecos (1943), Huella de luz (1943), Deliciosamente tontos (1943) o Castañuela.

## Biografía
Hijo de Ramón Freyre de Andrade y de Andrés, un ingeniero de caminos, de familia militar, que falleció en 1919 y de María de los Dolores de Foronda y González Bravo, una dama de la aristocracia, cursó diferentes estudios, antes de que la vocación artística le atrapara. Sus estudios universitarios comienzan en Medicina, que deja para matricularse en Derecho, el cual también abandona al poco tiempo para introducirse en el medio teatral, su verdadera vocación. 
En 1925 debuta en la compañía de Ernesto Vilches, con la que efectuará una gira por Sudamérica. A su regreso a España, entra a formar parte de la compañía de Irene López de Heredia, al tiempo que se inicia en el cine.
Películas como La hija del penal, La señorita de Trévelez, Vidas rotas o Don Quintín el amargao difunden la figura de Fernando Freyre de Andrade, pero con el comienzo de la Guerra Civil se interrumpe violentamente su carrera y es encarcelado durante tres meses. Al finalizar la guerra, el actor vuelve a su profesión con progresiva fluidez, destacándose como un buen secundario, indicado en especial para papeles de comedia (A mí no me mire usted, Los ladrones somos gente honrada, Deliciosamente tontos, Ella, él y sus millones), tomando a menudo el papel de mayordomo pintoresco.
Falleció prematura e inesperadamente a la edad de 43 años, por un cáncer de pulmón, legando a la posteridad, con tan solo doce años de actividad cinematográfica, una manera de interpretar singular y entrañable.